# Stephen Ure
Stephen Ure (* 28. März 1958 in Sydney, New South Wales) ist ein australischer Schauspieler.

## Leben
Ures erster Filmauftritt war im Film Hügel des Todes im Jahre 1992, wo unter anderem die neuseeländischen Schauspieler Jed Brophy und John Leigh mitspielten. Bekanntheit erlangte Ure jedoch erst durch die Filme Der Herr der Ringe: Die zwei Türme und Der Herr der Ringe: Die Rückkehr des Königs. In Die zwei Türme spielte er den Ork Grishnákh und in Die Rückkehr des Königs den Ork Gorbag. Weitere bekannte Filme Ures waren Dark Stories: Tales from Beyond the Grave und Perfect Creature. Des Weiteren hatte er einen kleinen Auftritt in Die Chroniken von Narnia: Der König von Narnia. In Der Hobbit: Eine unerwartete Reise (2012) und dessen Fortsetzung Der Hobbit: Smaugs Einöde (2013) spielte er erneut zwei Orks: den Wargreiter Fimbul und den Foltermeister Grinnah. 2015 war er in der neuseeländischen Horrorkomödie Deathgasm zu sehen.

## Filmografie (Auswahl)

### Filme
- 1992: Hügel des Todes (Chunuk Bair)
- 1996: Broken English
- 1998: One of Them!
- 1998: The Chosen (Fernsehfilm)
- 2001: Dark Stories: Tales from Beyond the Grave
- 2001: Exposure – Gefährliche Enthüllung (Exposure)
- 2002: Der Herr der Ringe: Die zwei Türme (The Lord of the Rings: The Two Towers)
- 2003: Der Herr der Ringe: Die Rückkehr des Königs (The Lord of the Rings: The Return of the King)
- 2005: Die Chroniken von Narnia: Der König von Narnia (The Chronicles of Narnia: The Lion, the Witch and the Wardrobe)
- 2006: Perfect Creature
- 2006: Inside (Kurzfilm)
- 2010: Tracker
- 2012: Runaways (Kurzfilm)
- 2012: Der Hobbit: Eine unerwartete Reise (The Hobbit: An Unexpected Journey)
- 2013: Pumanawa: The Gift (Kurzfilm)
- 2013: Der Hobbit: Smaugs Einöde (The Hobbit: The Desolation of Smaug)
- 2015: Deathgasm
- 2016: The Light Between Oceans
- 2018: Mortal Engines: Krieg der Städte (Mortal Engines)
- 2022: X

### Fernsehserien
- 1997–1998: Xena – Die Kriegerprinzessin (Xena: Warrior Princess, 3 Folgen)
- 1998: Hercules (Hercules: The Legendary Journeys, eine Folge)
- 1999: Duggan (eine Folge)
- 2006: The Killian Curse (eine Folge)
- 2009: Legend of the Seeker – Das Schwert der Wahrheit (Legend of the Seeker, eine Folge)
- 2011–2012: Spartacus (2 Folgen)
- 2012: Hounds (6 Folgen)
- 2016: Ash vs Evil Dead (4 Folgen)